# میدان گازی گورزین

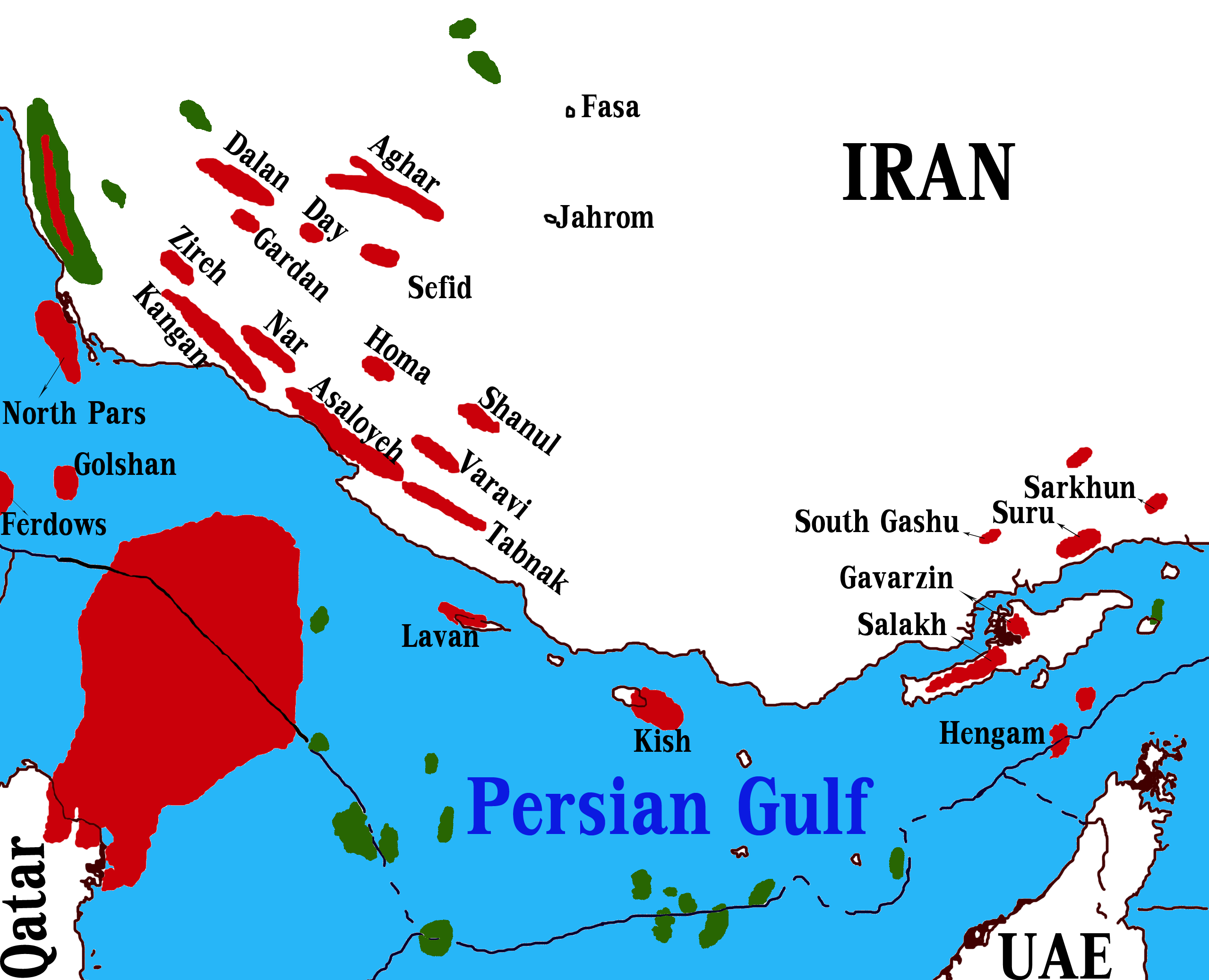
میدان‌های گازی ایران

میدان گازی گورزین در جزیره قشم در جنوب استان هرمزگان قرار دارد. این میدان، با حفر اولین چاه در سال ۱۳۴۷ کشف و پس از آن شش حلقه چاه دیگر در آن حفر گردید. 
بهره برداری از این میدان، از سال ۱۳۵۹ آغاز گردید و گاز حاصله آن، ابتدا به مجتمع فرآورشی گورزین ارسال و پس از فرآورش، جهت مصرف خانگی و صنعتی به بندرعباس انتقال می‌یابد. 
این میدان توان تولید روزانه ۱/۲ میلیون متر مکعب گاز و ۵۹۰ بشکه میعانات گازی را دارد.   
پالایشگاه گورزین قشم، حدود ۶۵ کیلومتری غرب جزیره قشم قرار دارد. تـأسیسات گورزین به منظور تفکیک و نم‌زدایی گاز طبیعی استحصالی، از پنج حلقه چاه شیرین حوضه گورزین و تثبیت میعانات گازی همراه، طراحی و بهره‌برداری از آن، در جزیره قشم آغاز شد. بر این اساس، ظرفیت تولید این واحد ۲٫۱ میلیون مترمکعب گاز طبیعی در روز است، که از طریق خط لوله ۱۲ اینچی زیر دریا، به بندرعباس منتقل می‌شود. مخزن شماره ۱۱ پالایشگاه گورزین قشم، ۲۰۰ هزار بشکه گنجایش دارد. 
گاز تولیدی تأسیسات گورزین بخش دیگری از مصارف انرژی نیروگاه بندرعباس و پالایشگاه نفت بندرعباس را تأمین می‌کند. از طرفی مایعات گازی تثبیت شده پس از ذخیره‌سازی در مخازن خونسرخ، از طریق خط لوله ۶ اینچی به اسلکه بارگیری لافت انتقال یافته و از آنجا به خارج از کشور صادر می‌شود...
جزیره قشم دارای دو میدان گازی گورزین و سرخون است، که تولیدات گاز شیرین میدان گازی گورزین، به عنوان خوراک پالایشگاه بندرعباس و گاز تولیدی سرخون نیز، برای مصارف شهری، صنعتی و نیروگاه‌های گازی، ارسال می‌شود.